# Ikeda (Hokkaidō)
Pour les articles homonymes, voir Ikeda (homonymie).
Ikeda (池田町, Ikeda-chō) est un bourg du district de Nakagawa, situé dans la sous-préfecture de Tokachi, à Hokkaidō au Japon.

## Géographie

### Situation
Ikeda est situé dans le sud-est de l'île de Hokkaidō.

### Municipalités limitrophes
| Shihoro   | Honbetsu | Honbetsu |
| Otofuke   | Ikeda    | Urahoro  |
| Makubetsu | Toyokoro | Urahoro  |

### Démographie
Au 30 septembre 2015, la population d'Ikeda s'élevait à 7 147 habitants répartis sur une superficie de 371,79 km2. En septembre 2024, la population était estimée à 5 937 habitants.

### Climat
Ikeda a un climat continental humide avec de grandes amplitudes de température durant l'année. Il y a beaucoup de neige l'hiver et il n’est pas rare de d'avoir des températures autour de −25 °C.

## Histoire
Le bourg d'Ikeda a été créé le 1er juillet 1926.

## Transports
Ikeda est desservi par la ligne principale Nemuro de la compagnie JR Hokkaido. La gare d'Ikeda est la principale gare du bourg.

## Jumelage
Ikeda est jumelé avec Penticton au Canada.